# Deilephila argentea
Deilephila argentea är en fjärilsart som beskrevs av Burrau. 1950. Deilephila argentea ingår i släktet Deilephila och familjen svärmare. Inga underarter finns listade i Catalogue of Life.